# Jennifer Connelly
Jennifer Lynn Connelly, nascuda el 12 de desembre de 1970, és una actriu estatunidenca i antiga model infantil, guanyadora d'un Oscar a la millor actriu secundària.
Malgrat haver-se dedicat al cinema des de la seva adolescència i haver estat llençada a la fama arran dels seus papers en pel·lícules com ara Labyrinth i Career Opportunities, Connelly no va rebre un ampli reconeixement per la seva tasca fins a l'any 2000 pel seu paper al drama Rèquiem per un somni i el 2001 a la pel·lícula biogràfica Una ment meravellosa pel qual va guanyar l'Oscar a la millor actriu secundària.

## Formació
Jennifer Connelly nasqué a Catskill Mountains (Nova York), filla d'Eilen, venedora d'antiguitats, i de Gerard Connelly, que treballava a la indústria tèxtil. Per part del seu pare, l'avi de Jennifer era d'origen irlandès, i l'àvia, d'origen noruec; els seus avis materns eren jueus, descendents de famílies procedents de Rússia i Polònia.
Connelly es crià a Brooklyn Heights, a prop del pont de Brooklyn; fou alumne de la Saint Ann's School de Nova York; durant quatre anys, però, residí amb la seva família a Woodstock (Nova York). Un executiu de publicitat amic del seu pare suggerí que Jennifer es presentés a una prova en una agència de models; així, a l'edat de deu anys, Connelly començà a aparèixer en anuncis de diaris i revistes, i després passà als anuncis televisius. D'ací va passar a fer proves per actuar en pel·lícules i, amb només onze anys, va interpretar el seu primer paper: una jove Deborah Gelly, un personatge secundari de la pel·lícula de gangsters dirigida per Sergio Leone Hi havia una vegada a Amèrica; després, va protagonitzar la pel·lícula de terror Phenomena del director italià Dario Argento (1985) i la pel·lícula d'adolescents Seven Minutes in Heaven.

## Primers papers
El 1986, Jennifer Connelly protagonitzà la pel·lícula de gènere fantàstic Labyrinth, on hi interpretava el paper de Sara, una adolescent que vol rescatar el seu germà petit del món dels goblins, governat pel rei goblin Jareth (David Bowie). La pel·lícula fou un fracàs de taquilla. Posteriorment, Connelly protagonitzà pel·lícules no gaire importants com ara Etoile (1988), Some Girls (1988); The Hot Spot, estrenada el 1990, fou un fracàs tant de crítica com de taquilla; ara bé, Career Opportunities (1991) tingué més èxit i arribà a ser considerat un clàssic del cinema adolescent. Amb aquesta pel·lícula i amb The Hot Spot, Jennifer Connelly semblava quedar encasellada en el tipus d'actriu sexi, ja que tots dos films posaven èmfasi en la seva voluptuosa figura; a més, a The Hot Spot, hi sortia en topless, sent aquesta la primera de les set pel·lícules en què hi surt despullada. Després del fracàs de la pel·lícula de Disney The Rocketeer (1991), Connelly va estar temporalment retirada del cinema.
Connelly aparegué a la portada de la revista Esquire l'agost de 1991, dins de l'apartat Dones que estimem; per aquesta època va començar a estudiar llengua a la Universitat Yale, i, dos anys més tard, a la Universitat Stanford.
El seu paper d'estudiant lesbiana al drama de John Singleton Higher Learning i la pel·lícula indie Far Harbor (1996) van contribuir a donar més importància a la seva carrera; a partir d'aleshores, Connelly començà a aparèixer en petits però ben considerats films com ara Inventing the Abbotts (1997) i Waking the Dead (2000). A partir de l'èxit de la pel·lícula de ciència-ficció Dark City (1998), Connelly va tenir l'oportunitat de treballar amb actors com ara Rufus Sewell, William Hurt, Ian Richardson i Kiefer Sutherland; a la pel·lícula biogràfica Pollock: La vida d'un creador (2000), Connelly reprengué el seu paper d'ingènua interpretant l'amant de Jackson Pollock.

## Estrellat
Jennifer Connelly esdevingué una estrella amb Rèquiem per un somni (2000), on, juntament amb Jared Leto i Marlon Wayans, hi interpretà el paper d'heroïnòmana a la vora de la crisi total. Amb aquesta pel·lícula, Connelly quedà consagrada com a actriu. A continuació, interpretà el paper d'Alicia Nash, la soferta esposa del matemàtic esquizofrènic John Nash a Una ment meravellosa, on el paper de John Nash l'interpretava Russell Crowe; la pel·lícula fou un èxit de taquilla i de crítica i significà per a Connelly guanyar l'Oscar a la millor actriu secundària; per altra banda, la seva interpretació fou motiu d'un article a la revista Time.
Connelly va protagonitzar dues pel·lícules el 2003: Hulk i Casa de sorra i boira; Hulk no va tenir gaire èxit de taquilla però li proporcionà l'oportunitat de treballar amb el director Ang Lee. Casa de sorra i boira, basada en la novel·la d'Andre Dubus III rememorà gran part dels seus films independents de finals dels anys noranta. El 2005, Connelly protagonitzà la pel·lícula de terror Dark Water, basada en una pel·lícula japonesa, i, el 2006, Jocs secrets i Diamant de sang, nominades per a diferents Oscars.

## Vida personal
Jennifer Connelly està casada amb l'actor anglès Paul Bettany, nascut el 1971, a qui va conèixer mentre treballava a A Beautiful Mind. El fill de la parella, Stellan (anomenat així en record de l'actor Stellan Skarsgård), nasqué el 5 d'agost del 2003. Connelly també té un fill, Kai nascut el 1997, de la seva relació amb el fotògraf David Dugan.

## Filmografia
- Hi havia una vegada a Amèrica (1984)
- Dario Argento's World of Horror (1985) (documental)
- Phenomena (1985)
- Seven Minutes in Heaven (1985)
- Labyrinth (1986)
- Ballet (pel·lícula) (1988)
- Some Girls (1988)
- Llavis ardents (The Hot Spot) (1990)
- Career Opportunities (1991)
- The Rocketeer (1991)
- D'amor i d'ombra (Of Love and Shadows) (1994)
- Higher Learning (1995)
- Mulholland Falls (1996)
- Far Harbor (1996)
- Inventing the Abbotts (1997)
- Dark City (1998)
- Waking the Dead (2000)
- Rèquiem per un somni (Requiem for a Dream) (2000)
- Pollock (2000)
- Una ment meravellosa (2001)
- Hulk (2003)
- House of Sand and Fog (2003)
- Dark Water (2005)
- Jocs secrets (2006)
- Diamant de sang (2006)
- Reservation Road (2007)
- The Day the Earth Stood Still (2008)
- Cor de tinta (2008)
- Què els passa, als homes? (He's just not that into you) (2009)
- Creation (2009)
- Virginia (2010)
- The Dilemma (2011)
- Salvation Boulevard (2011)
- Stuck in Love (2012)
- Conte d'hivern (Winter's Tale) (2014)
- Noah (2014)
- Aloft (2014)